# Chordospartium
Chordospartium es un género de plantas con flores  perteneciente a la familia Fabaceae. Comprende 2 especies descritas y  aceptadas.

## Taxonomía
El género fue descrito por Ernest Entwistle Cheesman y publicado en Trans. Proc. New Zealand Inst. 43: 175. 1910.

## Especies aceptadas
A continuación se brinda un listado de las especies del género Chordospartium aceptadas hasta julio de 2014, ordenadas alfabéticamente. Para cada una se indica el nombre binomial seguido del autor, abreviado según las convenciones y usos.	
- Chordospartium muritai A.W.Purdie
- Chordospartium stevensonii Cheeseman